# Афогнак
Афогнак (англ. Afognak, алют. Agw’aneq) — остров площадью 1812 км², расположенный в Тихом океане у побережья Аляски.

## География
От острова Кадьяк его отделяют всего 5 км. Афогнак является вторым по величине островом Кадьякского архипелага к югу от пролива Шелихова. Его наивысшая точка насчитывает 776 м, ширина — 37 км, длина — 69 км.
Покрытый густым лесом остров является сферой обитания многих бурых медведей, лосей и благородных оленей. Много туристов приезжает на остров ради рыбалки и охоты. С 1980 года является частью Аляскинского морского национального заповедника.

## Население
Население острова на 2000 год составляло 169 человек, главным образом дровосеки, рыбаки и небольшая русская староверческая община. Многочисленные топонимы Афогнака имеют русское происхождение, в том числе бухта Казакова или река Малина.